# 閻必卓
閻必卓，字仲立，山西長治縣人，清朝政治人物、同進士出身。

## 生平
顺治十八年（1661年）登進士，官山东平阴知县。著有《秋谷文集》、《秋谷诗集》、《秋谷制义》。